# Comic Rex
Comic Rex (月刊 Comic REX Gekkan Comic REX?) es una revista mensual japonesa de manga del género shōnen publicada por la editorial Ichijinsha. La primera edición de esta revista se vendió el 9 de diciembre de 2005. 
Los mangas son recolectados en tankōbon que más tarde son serializados por la editorial Ichijinsha bajo la imprenta de Rex Comics (REXコミックス REX Komikkusu?). La tira de prensa de cuatro viñetas, Manga 4koma Kings Palette comenzó como una edición especial de Comic Rex antes de volverse una revista independiente.

## Títulos serializados
| - 1-nen A-gumi no Monster - 30-sai no Hoken Taiiku - Appli-Trap - Black Sweep Sisters - Boku ga Josō shite Hīte mitara Baresō na Ken - Bus Gamer - Cylcia=Code - Cynthia the Mission - Dear Emily... - Eden* - Eru Eru Sister - Etrian Odyssey II: Snow Girl - Kaii Ikasama Hakuran Tei - Gakuen Tengoku Paradoxia - Gau Gau Wāta - Gendai Majo zukan - Gene Cha! - Gyakushū! Pappara-tai - Hand×Red - Heroine Voice - Himegoto - Himena Kamena - Hōkago no Pleiades - Hundred: Radiant Red Rose - Jū Ten! - Jūsho Mitei - Kamiari - Kannagi: Crazy Shrine Maidens - Kanpachi: Crazy Seriola Dumerili - Yuripachi: Loose a Morning-star Lily (YuruYuri & Kanpachi) | - Kare to Kanojo no Kyōkaisen - Kigyō Sentai Salary Man - Kuroji Tabiki: Chaos Aisle - Kyonyū to Loli to Boyish - Little Busters! Kudryavka Noumi - Long Riders! - Macross Delta: Ginga o michibiku Utahime - Masamune-kun no Re nantoka - Masamune-kun no Revenge - Meikyū Gai Rondo: Hareta Hi ni wa Tsurugi o Motte. - Memeru-san no Shitsuji - Mida Love - Mitgura - Ms, Rinna's Lovesickness! - Mugen Ryōiki - Na Na Ki!! - Niji to Kuro (en curso) - Okusama ga Seito Kaichō! - Onigokko - Oni Hime - Ore to Maid to Tokidoki Okan - Ore Yachō Kansatsuki - Orichalcum Reycal Duo - Reverend D - Rin-chan now - Roripo Unlimited - Sei Kai Ibun - Senran Kagura: Guren no Uroboros | - Sekai Seifuku: Bōryaku no Zvezda - Shinozaki Himeno no Koigokoro Q&A - Shirasuna-mura - Shiritsu Sairyō Kōkō Chōnōryoku-bu - Shomin Sample - Shōnen Blanky Jet - Sōkai Kessen - SoltyRei: Aka no Shukujo - Sora Yome - Soul Gadget Radiant - Tadashii Kokka Tsukurikata. - Take Moon - Tales of Berseria - Tales of Legendia - Tanakaha - The Idolmaster - Asayake wa Kogane-iro: The Idolmaster (en curso) - The Idolmaster: Cinderella Girls - The Idolmaster: Relations - The Ode to the Esperides - The Wizard of Battlefield - Touhou Bōgetsushō: Silent Sinner in Blue - Tsuki to Otakara - Twinkle Saber Nova (en curso) - Yatogame-chan Kansatsu Nikki (en curso) - Yes Lolita! but Father? |